# Australisk buskhöna
Australisk buskhöna (Alectura lathami) är en australisk fågel i familjen storfotshöns inom ordningen hönsfåglar.

## Utseende och läte
Australisk buskhöna är en stor svart hönsfågel med solfjäderformad stjärt och mycket kraftiga ben. Huvudet är tydligt rött. Hanen utvecklar stora gula hängande hudflikar från nacken, på Kap Yorkhalvön malvafärgade.

## Utbredning och systematik
Australisk buskhöna placeras som enda art i släktet Alectura. Den delas in i två underarter:
- Alectura lathami purpureicollis – förekommer i nordöstra Australien (Kap Yorkhalvön)
- Alectura lathami lathami – förekommer i östra Australien (från Kap Yorkhalvön till norra New South Wales)

## Levnadssätt
Australisk buskhöna hittas i tropiska regnskogar, men kan också vara vanlig i stadsnära parker. Nattetid vilar den mycket högt upp i träden. Liksom många andra arter i familjen bygger den stora bohögar av löv och annat komposterbart material. Däri lägger den äggen som kläcks av den värme som alstras av förmultningsprocessen.

## Status och hot
Arten har ett stort utbredningsområde och en stor population, men tros minska i antal, dock inte tillräckligt kraftigt för att den ska betraktas som hotad. IUCN kategoriserar därför arten som livskraftig (LC).

## Namn
Fågelns vetenskapliga artnamn hedrar den engelske ornitologen John Latham (1740–1837).

## Bildgalleri

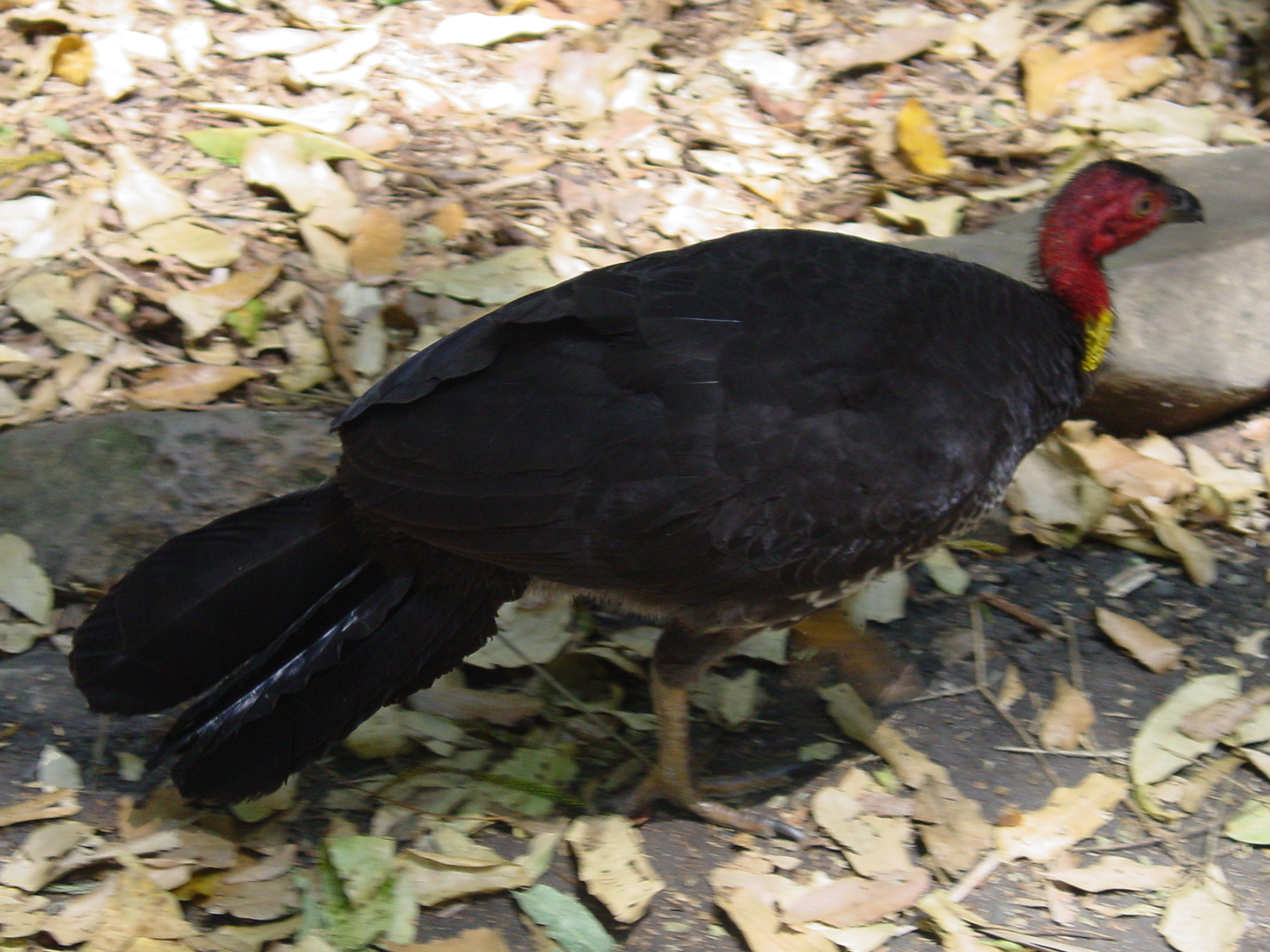
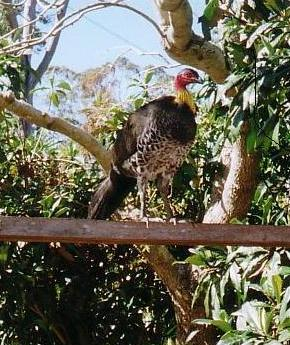
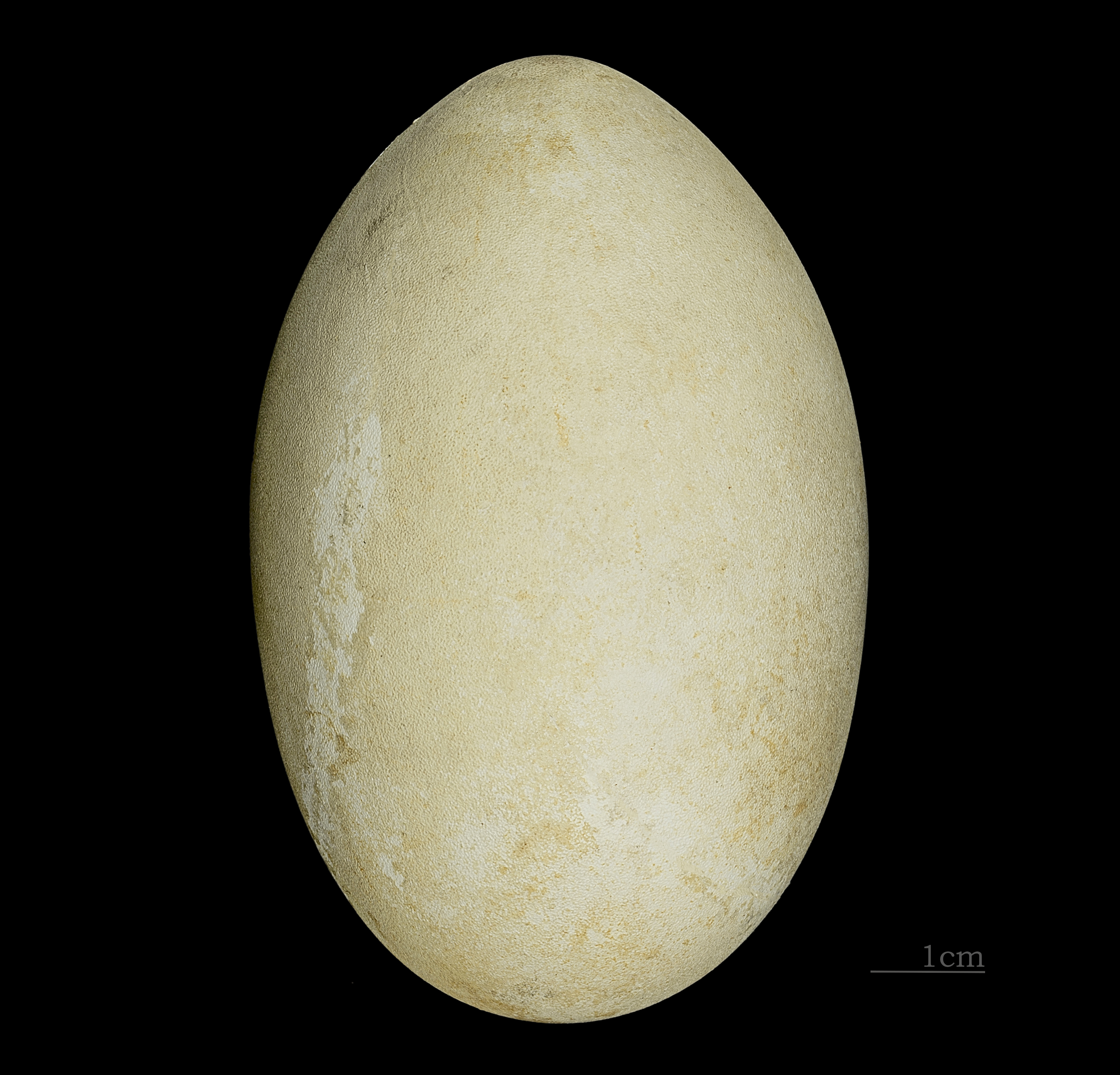
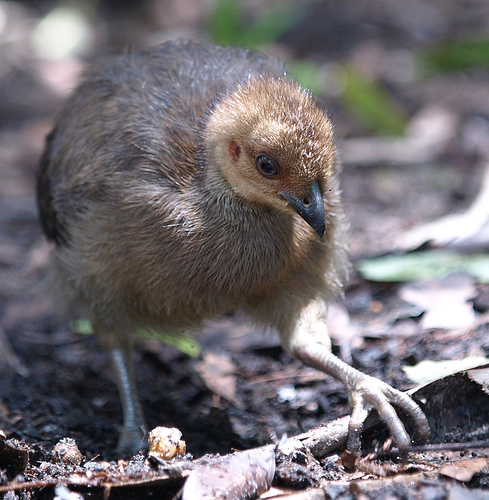
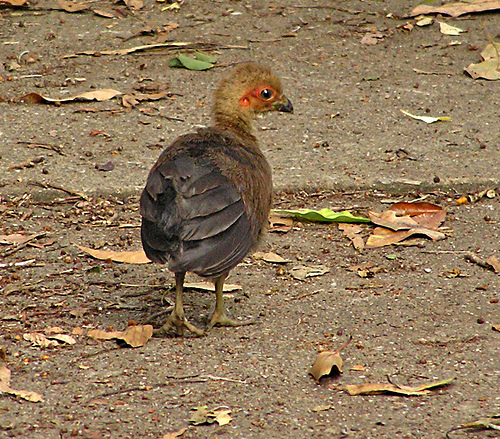
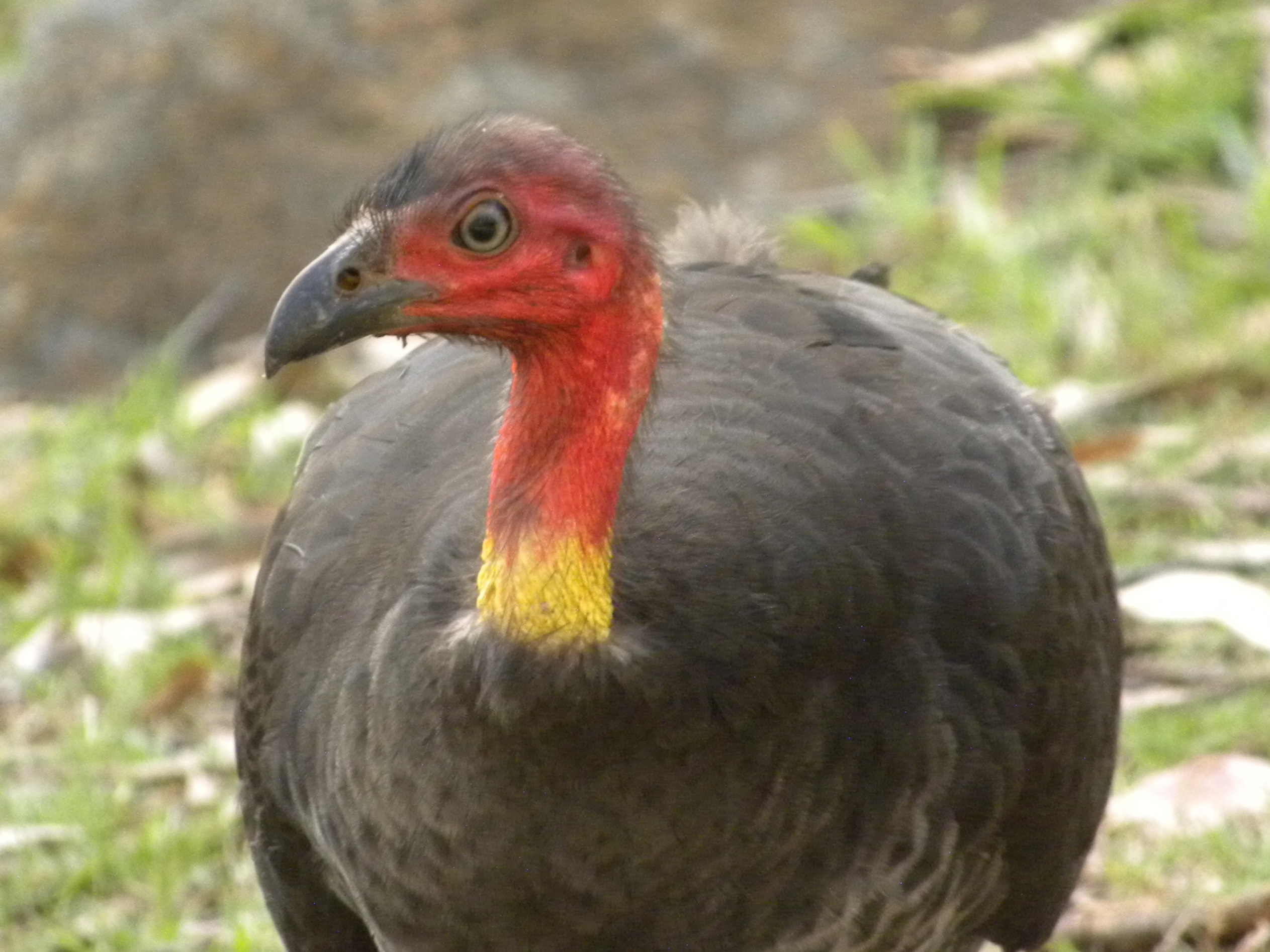